# Daan Huisman
Daan Huisman (* 26. Juli 2002 in Arnhem) ist ein niederländischer Fußballspieler.
Nachdem er seine Karriere bei einem Amateurverein angefangen hatte, wurde er ab 2013 fußballerisch bei Vitesse Arnheim ausgebildet und gab im September 2020 sein Debüt für die erste Mannschaft in der Eredivisie. Des Weiteren lief Huisman für die niederländische U16- sowie für die U17-Nationalmannschaft auf.

## Karriere

### Verein
Daan Huisman wurde in Arnhem (deutsch Arnheim) unweit der deutschen Grenze geboren und wuchs im nahegelegenen Ort Huissen auf, wo er dem Verein Rooms Katholieke Huissene Voetbal Vereniging, kurz RKHVV, beitrat. Dort spielte er bis 2013 und wechselte dann in das Nachwuchsleistungszentrum von Vitesse Arnheim. Am 19. September 2020 debütierte Huisman im Alter von 18 Jahren beim 2:0-Heimsieg gegen Sparta Rotterdam in der Eredivisie. In seiner ersten Saison kam er im Punktspielbetrieb zu 20 Einsätzen, stand allerdings in lediglich vier Spielen in der Startelf. Zudem erreichte Daan Huisman mit seinem Verein das Finale im KNVB-Beker, wo Vitesse Arnheim mit 1:2 gegen Ajax Amsterdam verlor; er kam im Endspiel nicht zum Einsatz. Der Verein qualifizierte sich für die neugegründete UEFA Europa Conference League und erreichte dort in der Saison 2021/22 das Achtelfinale, wo die AS Rom, der spätere Titelträger, Endstation bedeutete. Huisman kam während dieser Europa-Reise zu fünf Einsätzen. In der Liga kam er zu seinen Einsätzen, war dabei aber erneut häufiger Einwechselspieler. Schließlich qualifizierte sich Vitesse für die ligainternen Play-offs um die Teilnahme am internationalen Geschäft, wo sich die Gelderländer zunächst gegen den FC Utrecht durchsetzen konnten, dann aber gegen AZ Alkmaar ausschieden.
Ende August 2022 wechselte Daan Huisman auf Leihbasis zum Zweitligisten VVV-Venlo aus Venlo, ebenfalls an der deutschen Grenze gelegen. Er kam für die Limburger regelmäßig zum Einsatz, stand aber dabei mal in der Startelf oder wurde mal eingewechselt. Mit vier Treffern und drei Torvorlagen trug Huisman zur Qualifikation der Venloer für die Auf-und-Abstiegs-Play-offs bei. Dort setzte sich VVV-Venlo gegen Willem II Tilburg durch, schied dann allerdings gegen Almere City FC aus und verpasste somit den Aufstieg in die Eredivisie. Da sein Leihvertrag auslief, kehrte Daan Huisman schließlich zu Vitesse Arnheim zurück.

### Nationalmannschaft
Daan Huisman absolvierte im Jahr 2018 ein Spiel für die U16-Nationalmannschaft der Niederlande. Im Jahr 2019 lief er in zwei Partien für die niederländische U17 auf.